# Élections fédérales suisses de 1935
Les élections fédérales suisses de 1935 se sont déroulées le 27 octobre 1935. Elles ont désigné la 30e législature depuis 1848. Ces élections portèrent sur le renouvellement des 187 sièges au Conseil national et des 44 sièges au Conseil des États. Les députés furent élus pour une durée de 4 ans.
Au Conseil national, participant pour la première fois aux élections fédérales, l’Alliance des Indépendants décroche 7 des 187 sièges du parlement. Le Parti des paysans, artisans et bourgeois perdent 7 sièges et les radicaux 4 sièges
. De plus, plusieurs partis (frontisme) de tendance fasciste font leur entrée à la Chambre basse. Les Jeunes Paysans, scission du Parti des paysans, artisans et bourgeois, et proches des socialistes obtinrent également quatre mandats.
Au Conseil des États, sur 44 sièges, le PSS en gagna 1, le Parti conservateur populaire en gagna 1 (19) sièges alors que les Radicaux en perdirent encore 4 sièges (15). Le Parti démocratique suisse perdit son unique élu. Ces élections au Conseil des États marquèrent le déclin du PRD et la domination du Parti conservateur populaire dans cette chambre jusqu'en 1991.

## Législature 1935-1939
|  | Partis                                   | Sigles | Tendances politiques            | Sièges au CN | Sièges au CE |
|  | ---------------------------------------- | ------ | ------------------------------- | ------------ | ------------ |
|  | Parti socialiste                         | PSS    | socialiste                      | 50           | 3            |
|  | Parti radical-démocratique               | PRD    | radical/protestant              | 48           | 15           |
|  | Parti conservateur populaire             | PCP    | conservateur/catholique         | 42           | 19           |
|  | Parti des paysans, artisans et bourgeois | PAB    | agrarien/protestant             | 21           | 3            |
|  | Alliance des Indépendants                | AdI    | social-libéral                  | 7            | -            |
|  | Parti libéral démocratique               | PLD    | libéral/conservateur/protestant | 6            | 2            |
|  | Jeunes paysans                           | JP     | agrarien/centre gauche          | 4            | -            |
|  | Parti démocratique                       | DEM    | progressiste                    | 3            | -            |
|  | Parti communiste                         | PC     | communiste/staliniste           | 2            | -            |
|  | Front national (ZH)                      | FN     | frontiste/national socialiste   | 1            | -            |
|  | Parti chrétien-protestant                | PCP    | conservateur/protestant         | 1            | -            |
|  | Union Nationale (GE)                     | UN     | frontiste/fasciste              | 1            | -            |
|  | Allgemeine Volksliste (SG)               | AV     | progressiste                    | 1            | -            |
|  | Autre                                    | Autre  | Ind.                            | -            | 2            |